# Sofiane Guitoune
Sofiane Guitoune (Algeri, 27 marzo 1989) è un ex rugbista a 15 algerino naturalizzato francese Nella sua carriera disputò nove incontri con la Francia.

## Biografia
Nato in Algeria, Guitoune si trasferì in Francia con la famiglia all'età di tre anni. Iniziò a giocare a rugby nel club della cittadina di Vierzon, nella quale si era stabilito. Nel 2005 passò al settore giovanile del Brive dove rimase solo un anno per poi spostarsi in quello dell'Agen. Proprio con il club aquitano fece il suo esordio professionistico scendendo in campo diciottenne contro il Bordeaux Bègles durante il campionato di Pro D2. Nel 2010, nonostante l'Agen avesse conquistato la promozione in Top 14, egli passò all'Albi appena retrocesso proprio dalla prima divisione. Con la nuova squadra arrivò, al primo anno, alla finale del Pro D2, ma perse contro il Bordeaux. Dopo due stagioni trascorse nell'Albi, ricevette la chiamata del Perpignano, militante in Top 14, con cui firmò un contratto biennale. Nelle due annate passate con i sangre i or, raggiunse come miglior risultato la semifinale della Challenge Cup 2012-2013. Al termine del suo accordo, complice anche la retrocessione del Perpignano, si accasò al Bordeaux, dove rimase due anni. Nel 2016 sottoscrisse un contratto triennale con il Tolosa. Dopo due stagioni iniziali difficili, dove a causa di un gran numero di infortuni accumulò una ventina di presenze totali, tornò protagonista nella conquista del Top 14 2018-2019, alla quale contribuì segnando dodici mete (miglior marcatore del torneo alle spalle di Virimi Vakatawa). Nelle annate successive contribuì alla vittoria del Top 14 nel 2020-2021 e nel 2022-2023 e dell'European Rugby Champions Cup 2020-2021. Annunciò il suo ritiro dall'attività agonistica al termine della stagione 2023-24 nella quale conquistò il suo quarto titolo francese e la seconda Champions Cup.
Nel 2007, Guitoune fu selezionato per entrare nel Centro Nazionale di rugby di Linas-Marcoussis, il più importante centro di formazione della federazione francese. Successivamente disputò e vinse il Sei Nazioni under-20 del 2009 con la nazionale francese di categoria. Il suo esordio internazionale con la Francia avvenne nel novembre del 2013, quando l'allora ct Philippe Saint-André lo schierò nell'incontro contro Tonga; una settimana dopo il debutto condito da una meta, giocò anche con il Sudafrica. Nel 2014, nonostante fosse già stato inserito nel gruppo francese per il Sei Nazioni, fu costretto a saltare tutta l'annata internazionale a causa di due gravi infortuni, prima al tendine di una caviglia e poi ai muscoli di una coscia. Fece il suo ritorno in nazionale nel Sei Nazioni 2015, torneo nel quale giocò contro il Galles prima di dover dare forfait ancora una volta per guai fisici. Inserito tra i pre-convocati per la Coppa del Mondo di rugby 2015, disputò la partita preparatoria contro l'Inghilterra. Alla fine fece parte della rosa definitiva per il mondiale, ma scese in campo solo nell'incontro con la Romania dove segnò due mete. Nel 2016 ebbe un'esperienza con la nazionale di rugby a 7 francese; dopo due tornei preparatori, entrò a far parte dei convocati per i Giochi Olimpici in qualità di prima riserva. Nonostante questo status, riuscì a disputare due incontri della fase finale della competizione olimpica. Dopo un'assenza durata quattro anni, il commissario tecnico della Francia Jacques Brunel lo chiamò nel gruppo allargato per preparare la Coppa del Mondo di rugby 2019. Le sue prestazioni nelle amichevoli contro Scozia e Italia gli valsero la convocazione per il mondiale, nel quale scese in campo nelle sfide della fase a gironi contro Stati Uniti e Tonga. Questa fu l'ultima delle sue nove apparizioni con la nazionale francese. 

## Palmarès
- Campionati francesi: 3
Tolosa: 2018-19, 2020-2021, 2022-23, 2023-24
- Champions Cup: 2
Tolosa: 2020-21, 2023-24